# Erdenebatyn Tsendbaatar
Erdenebatyn Tsendbaatar (mongolisch Эрдэнэбатын Цэндбаатар; * 16. Oktober 1996 in Archangai-Aimag, Mongolei) ist ein mongolischer Boxer im Leichtgewicht. Er war Teilnehmer der Olympischen Spiele 2016 im Bantamgewicht.

## Erfolge
Erdenebatyn Tsendbaatar ist mongolischer Meister 2015 und 2016 im Bantamgewicht, wobei er in beiden Finalkämpfen Enkhjargal Iderkhuu bezwang. Im März 2016 gewann er den Chemiepokal in Deutschland mit Siegen gegen Adrian Kowal, Sharafa Raman und Zhang Jiawei. Er startete daraufhin bis April 2016 bei der asiatischen Olympiaqualifikation in China und kam gegen Adrienne Francisco und Jaafar Al-Sudani ins Viertelfinale, wo er gegen Qairat Jeralijew ausschied. Er nahm aber im Juni 2016 noch an der weltweiten Qualifikation in Aserbaidschan teil und erkämpfte sich ein Olympiaticket durch Siege gegen Riccardo D’Andrea, Ivan Delgado, İbrahim Gökçek, Juan Reyes und Arashi Morisaka. Bei den Olympischen Spielen 2016 in Rio de Janeiro besiegte er dann Benson Gicharu und Dsmitryj Assanau, ehe er im Viertelfinale gegen Shakur Stevenson ausschied.
2017 wurde er mongolischer Meister im Leichtgewicht und schlug dabei im Finalkampf Dordschnjambuugiin Otgondalai. Er startete daraufhin auch bei den Asienspielen 2018 in Indonesien, wo er die Goldmedaille erkämpfte. Eine weitere Goldmedaille erkämpfte er bei den Asienmeisterschaften 2019 in Thailand. Bei den Weltmeisterschaften 2019 in Jekaterinburg erreichte er mit drei Siegen das Halbfinale, wo er gegen den späteren Weltmeister Mirazizbek Mirzahalilov mit einer Bronzemedaille ausschied. Im Viertelfinale hatte er Kurt Walker geschlagen.
Bei den Asienmeisterschaften 2021 in Dubai gewann er die Goldmedaille im Leichtgewicht und qualifizierte sich aufgrund seiner Ranglistenplatzierung für die 2021 in Tokio ausgetragenen Olympischen Spiele. Bei Olympia besiegte er Nick Okoth und Nguyễn Văn Đương, ehe er im Viertelfinale mit 2:3 gegen Albert Batyrgasijew ausschied.